# Teacup (serie de televisión)
Teacup (Taza de Té) es una serie de televisión de terror estadounidense creada por Ian McCulloch e inspirada en la novela Stinger de Robert R. McCammon.
La primera temporada se estrenó en Fantastic Fest el 22 de septiembre de 2024 y se estrenó en Peacock el 10 de octubre de 2024, con ocho episodios de media hora.

## Premisa
En un rancho aislado de la zona rural de Georgia, varias personas se ven obligadas a unirse para enfrentarse a una misteriosa amenaza.
- Kathy Baker como Ellen Chenoweth, la madre de James, que sufre de esclerosis múltiple.
- Scott Speedman como James Chenoweth, un carpintero, hijo de Ellen, esposo de Maggie.
- Yvonne Strahovski como Maggie Chenoweth, veterinaria y esposa de James.
- Émilie Bierre como Meryl Chenoweth, hija de James y Maggie
- Caleb Dolden como Arlo Chenoweth, hijo de James y Maggie.
- Chaske Spencer como Ruben Shanley, un ranchero, esposo de Valeria.
- Diany Rodríguez como Valeria Shanley, la esposa de Rubén.
- Luciano Leroux como Nicholas Shanley, hijo de Rubén y Valeria.
- Boris McGiver como Donald Kelly, un veterano del ejército, esposo de Claire.
- Holly A. Morris como Claire Kelly, la esposa de Donald.
- Rob Morgan como McNab.
- Bill Heck como el teniente Olsen.
- Jackson Kelly como Travis.
- Adelina Anthony como Carmen Navarro, la mujer del bosque.

## Producción

### Desarrollo
En diciembre de 2022, se anunció que Peacock había dado un pedido directo a una serie de terror contemporáneo de Ian McCulloch y James Wan. El Katz fue anunciado como el director del episodio de apertura.
En febrero de 2024, se anunció que Yvonne Strahovski había sido elegida para la serie, ahora conocida como Teacup, como Maggie Chenoweth. Scott Speedman fue elegido ese mismo mes para protagonizar la película junto a Strahovski.
Lanzamiento
La serie se estrenó en Peacock el 10 de octubre de 2024.

### Crítica
En el sitio web de recopilación de reseñas Rotten Tomatoes, el 77 % de las 30 reseñas de los críticos son positivas, con una calificación promedio de 6,5/10. El consenso del sitio web dice: "Elegante y genuinamente aterrador, el drama humano de Teacup tiene algunos desbordes, pero los sustos atmosféricos de esta serie de terror dejan un regusto agradable". Metacritic, que utiliza un promedio ponderado, le asignó a la serie una puntuación de 54 sobre 100, según 13 críticos, lo que indica reseñas "mixtas o promedio".

### Reconocimientos
En 2024, Teacup recibió una nominación a Mejor Serie de Televisión de Terror en los 52.os Premios Saturn anuales .

### Cancelación
A principios de 2025 la serie fue cancelada, por lo que no habrá segunda temporada.